# باستر هارفي
باستر هارفي هو لاعب هوكي الجليد كندي، ولد في 2 أبريل 1950، وتوفي في 25 نوفمبر 2007.

## وصلات خارجية
- باستر هارفي على موقع دوري الهوكي الوطني (الإنجليزية)
- باستر هارفي على موقع قاعة مشاهير الهوكي (لاعب أن.إتش.أل) (الإنجليزية)
- باستر هارفي على موقع EliteProspects.com (الإنجليزية)
- باستر هارفي على موقع HockeyDB.com (الإنجليزية)
- باستر هارفي على موقع Hockey-Reference.com (الإنجليزية)